# Jablonec nad Nisou (stacja kolejowa)
Jablonec nad Nisou – stacja kolejowa w Jabloncu nad Nysą, w kraju libereckim, w Czechach. Jest ważnym węzłem kolejowym o znaczeniu regionalnym. Znajduje się na wysokości 500 m n.p.m.
Jest zarządzana przez Správę železnic. Na stacji znajdują się kasy biletowe, na których istnieje możliwość zakupu biletów na wszystkie pociągi w tym międzynarodowe oraz rezerwacji miejsc.

## Linie kolejowe
- 036 Liberec - Tanvald - Harrachov